# Los Saucitos
Los Saucitos es una localidad del estado mexicano de Guerrero. Es parte del municipio de Tecoanapa.

## Demografía
| Gráfica de evolución demográfica |
|                                  |

| Censo | Población |
| ----- | --------- |
| 1900  | 153       |
| 1910  | 226       |
| 1921  | 148       |
| 1930  | 231       |
| 1940  | 286       |
| 1950  | 506       |
| 1960  | 517       |
| 1970  | 718       |
| 1980  | 912       |
| 1990  | 1 172     |
| 2000  | 1 518     |
| 2010  | 1 490     |
| 2020  | 1 621     |